# تورنادو كاش
هو نظام خالط لمعاملات البلوكتشاين مفتوح المصدر وغير مركزي ولا يمتلكه أحد يعمل على شبكة اثيريوم. يهدف تورنادو كاش لجمع معاملات اثيريوم وغيرها من العملات المبنية على اثيريوم والتي يسهل تعقبها وخلطها معا لطمس المصدر لكل عملة أو جعل تعقبها في غاية الصعوبة.

## حظر نورنادو كاش
بسبب طبيعة النظام في اخفاء اثر العملات كاثيريوم وبناتها، اصدرت السلطات الأمريكية حظرا على النظام ووضعته في القائمة السوداء، مما يجعل أي مواطن أو مقيم أو شركة أمريكية تستخدم النظام في إرسال أو تلقي العملات تحت المسائلة القانونية. الحظر جاء بعد اتهام السلطات الأمريكية للنظام في مساعد تبيض المليارات من الاموال غير المشروعة أو المسروقة.
طال الحظر أيضا موقع النظام، حيث تم ازالة الموقع، ومسحت غيت هاب الشفرة المصدرية للنظام وقامت بحظر المطورين.

## المطورين
القي القبض أحد مطوري النظام والذي يبلغ 29 عاما في هولندا تحت الاشتباه في تستر على تدفقات اموال غير مشروعة والمساعدة في غسيل الاموال عبر تورنادو كاش.